# Loxopholis
Loxopholis is een geslacht van hagedissen uit de familie Gymnophthalmidae. De groep werd voor het eerst wetenschappelijk beschreven door Edward Drinker Cope in 1868.
Er zijn dertien soorten, inclusief de pas in 2013 voor het eerst wetenschappelijk beschreven soort Loxopholis hoogmoedi. Veel soorten zijn pas in 2016 afgesplitst van de geslachten Leposoma en Arthrosaura waardoor de bronnen niet altijd eenduidig zijn.
Alle soorten komen voor in delen van Zuid-Amerika.

## Soortenlijst
| Soorten uit het geslacht Loxopholis | Soorten uit het geslacht Loxopholis | Soorten uit het geslacht Loxopholis                                    |
| ----------------------------------- | ----------------------------------- | ---------------------------------------------------------------------- |
| Naam                                | Auteur                              | Verspreidingsgebied                                                    |
| Loxopholis caparensis               | Esqueda, 2005                       | Venezuela, Colombia                                                    |
| Loxopholis ferreirai                | Rodrigues & Ávila-Pires, 2005       | Brazilië                                                               |
| Loxopholis guianense                | Ruibal, 1952                        | Brazilië, Frans-Guyana, Guyana, Suriname                               |
| Loxopholis guianensis               | MacCulloch & Lathrop, 2001          | Guyana                                                                 |
| Loxopholis hexalepis                | Ayala & Harris, 1982                | Colombia, Venezuela                                                    |
| Loxopholis hoogmoedi                | Kok, 2008                           | Guyana                                                                 |
| Loxopholis ioanna                   | Uzzell & Barry, 1971                | Colombia                                                               |
| Loxopholis osvaldoi                 | Ávila-Pires, 1995                   | Brazilië                                                               |
| Loxopholis parietalis               | Cope, 1885                          | Colombia, Ecuador, Peru, Venezuela                                     |
| Loxopholis percarinatum             | Müller, 1923                        | Bolivia, Brazilië, Colombia, Frans-Guyana, Guyana, Suriname, Venezuela |
| Loxopholis rugiceps                 | Cope, 1869                          | Colombia, Panama                                                       |
| Loxopholis snethlageae              | Ávila-Pires, 1995                   | Brazilië                                                               |
| Loxopholis southi                   | Cope, 1869                          | Colombia, Costa Rica, Panama                                           |

Acratosaura · 
Adercosaurus · 
Alexandresaurus · 
Acratosaura · 
Adercosaurus · 
Alexandresaurus · 
Amapasaurus · 
Anadia · 
Andinosaura · 
Anotosaura · 
Arthrosaura · 
Bachia · 
Calyptommatus · 
Caparaonia · 
Cercosaura · 
Colobodactylus · 
Colobosaura · 
Colobosauroides · 
Dryadosaura · 
Echinosaura · 
Ecpleopus · 
Euspondylus · 
Gelanesaurus · 
Gymnophthalmus · 
Heterodactylus · 
Iphisa · 
Kaieteurosaurus · 
Leposoma · 
Loxopholis · 
Macropholidus · 
Marinussaurus · 
Micrablepharus · 
Neusticurus · 
Nothobachia · 
Oreosaurus · 
Pantepuisaurus · 
Petracola · 
Pholidobolus · 
Placosoma · 
Potamites · 
Procellosaurinus · 
Proctoporus · 
Psilops · 
Rhachisaurus · 
Riama · 
Riolama · 
Rondonops · 
Scriptosaura · 
Stenolepis · 
Tretioscincus · 
Vanzosaura